# Dansk Fredsforening
Dansk Fredsforening var en liberal, radikal og borgerlig fredsgruppe, oprettet 1882 som Foreningen til Danmarks Nevtralisering (navneskift i 1885) på initiativ af Fredrik Bajer.
Efter Danmarks indtræden i Folkeforbundet kaldtes foreningen Dansk Freds- og Folkeforbundsforening, under besættelsen Dansk Fredsforening for mellemfolkelig Ret og efter oprettelsen af FN Dansk FN-forening. I 1970 blev foreningen sammen med en række andre foreninger sluttet sammen til FN-forbundet.
International voldgift var en mærkesag for Dansk Fredsforening. Foreningen var medvirkende til, at Danmark med Portugal, Italien, Storbritannien og Nederlandene i begyndelsen af 1900-tallet indgik de første, stadig gældende konventioner om obligatorisk voldgift.